# Nothobranchius nubaensis
Nothobranchius nubaensis är en fiskart som beskrevs av Valdesalici, Bellemans, Kardashev och Golubtsov 2009. Nothobranchius nubaensis ingår i släktet Nothobranchius och familjen Nothobranchiidae. Inga underarter finns listade i Catalogue of Life.